# كارلي دي مورجا
كارلي دي مورجا (بالإسبانية: Carli de Murga)‏ (30 نوفمبر 1988 بإل بويرتو دي سانتا ماريا في إسبانيا - ) هو لاعب كرة قدم إسباني في مركز الظهير. شارك مع منتخب الفلبين تحت 23 سنة لكرة القدم ومنتخب الفلبين لكرة القدم. أما مع النوادي، فقد لعب مع راسينغ كلوب بورتوينسي ونادي سيريس–نيغروس ونادي غلوبال وأتلتيكو سانلوكينو ونادي سيريس لكرة القدم وAssociazione Sportiva Portuense ‏ ونادي قادش ب ‏.

## روابط خارجية
- كارلي دي مورجا على موقع قاعدة بيانات كرة القدم.إي يو (الإنجليزية)
- كارلي دي مورجا على موقع ناشيونال فوتبول تيمز (الإنجليزية)
- كارلي دي مورجا على موقع Soccerway.com (الإنجليزية)
- كارلي دي مورجا على موقع عالم كرة القدم.نت (الإنجليزية)